# Heinrich Wamhoff
Heinrich Wamhoff (* 3. März 1937 in Bonn; † 13. April 2014 in Sankt Augustin) war ein deutscher Biochemiker.

## Leben
Heinrich Wamhoff studierte von 1956 bis 1963 Chemie und wurde 1963 bei Korte/Tschesche an der Rheinischen Friedrich-Wilhelms-Universität Bonn zum Dr. rer. nat. promoviert. 1971 habilitierte er sich und wurde 1972 zum außerplanmäßiger Professor ernannt. 1974 erfolgte die Berufung zum Ordinarius für organische Chemie und Biochemie sowie Direktor am Kekulé-Institut für Organische Chemie und Biochemie in Bonn. Er war Vorsitzender der Fachgruppe Chemie in der Mathematisch-Naturwissenschaftlichen Fakultät von 1992 bis 1994 und 1998 bis 2000. 2002 wurde er emeritiert.
Seine Hauptarbeitsgebiete waren die synthetische organische Chemie und bio-organische Chemie. Er entwickelte neue Methoden der Naturstoffchemie und Photochemie von Heterocyclischen Verbindungen. Er veröffentlichte zahlreiche wissenschaftliche Arbeit in nationalen und internationalen Fachzeitschriften.
Er war Vertrauensdozent der Konrad-Adenauer-Stiftung und Teilnehmer der Tagung der Nobelpreisträger in Lindau. Heinrich Wamhoff und seine Frau Ingrid waren Freunde und Förderer des Beethoven-Haus Bonn. Er war Mitglied des Rotary Club Bonn-Rheinbrücke.
1981 wurde Heinrich Wamhoff von Kardinal-Großmeister Maximilien Kardinal de Fuerstenberg zum Ritter des Ritterordens vom Heiligen Grab zu Jerusalem ernannt und am 23. Mai 1981 im Augsburger Dom durch Franz Hengsbach, Großprior der deutschen Statthalterei, investiert. Er war zuletzt Komtur des Ordens.

## Auszeichnungen und Ehrungen
- Ritterschlag zum Ritter vom Heiligen Grab durch Kardinal-Großmeister Maximilien Kardinal de Fuerstenberg (1981)
- Verdienstmedaille der Eötvös-Loránd-Universität in Budapest (1987).[1]
- Erstes ausländisches Ehrenmitglied der Magyar Kémikusok Egyesülete MKE (Ungarische Chemische Gesellschaft)[2]
- Ehrendoktor- und Professorenwürde der Eötvös-Loránd-Universität (2002)[3]